# Джонсон, Дэвид (гребец)
Дэвид Лесли Джонсон (англ. David Leslie Johnson; род. 22 мая 1960, Торонто) — канадский гребец, выступавший за сборную Канады по академической гребле в 1980-х годах. Победитель и призёр первенств национального значения, участник трёх чемпионатов мира и двух летних Олимпийских игр.

## Биография
Дэвид Джонсон родился 22 мая 1960 года в городе Торонто провинции Онтарио, Канада.
Занимался академической греблей в торонтском клубе «Аргонавт», с которым неоднократного участвовал в различных регатах регионального значения.
Впервые заявил о себе в гребле на международном уровне в сезоне 1984 года, когда вошёл в основной состав канадской национальной сборной и благодаря череде удачных выступлений удостоился права защищать честь страны на летних Олимпийских играх в Лос-Анджелесе. В программе распашных безрульных четвёрок вместе с гребцами Тимом Тёрнером, Тедом Гибсоном и Стивеном Битти сумел квалифицироваться лишь в утешительный финал В и расположился в итоговом протоколе соревнований на седьмой строке.
После лос-анджелесской Олимпиады Джонсон остался в составе гребной команды Канады на ещё один олимпийский цикл и продолжил принимать участие в крупнейших международных регатах. Так, в 1985 году он выступил на чемпионате мира в Хазевинкеле, где в зачёте распашных рулевых четвёрок в главном финале финишировал шестым.
В 1986 году в безрульных двойках занял 11 место на мировом первенстве в Ноттингеме.
В 1987 году на чемпионате мира в Копенгагене стал седьмым в рулевых двойках.
Находясь в числе лидеров канадской национальной сборной, благополучно прошёл отбор на Олимпийские игры 1988 года в Сеуле — на сей раз в паре с Доном Дикисоном в безрульных двойках остановился уже на стадии квалификационных предварительных заездов. Впоследствии больше не показывал сколько-нибудь значимых результатов в академической гребле на международной арене.